# 欧洲民主运动2025
欧洲民主运动2025（英語：Democracy in Europe Movement 2025，缩写为DiEM25）是欧洲的一个左翼国际政党组织。2016年2月9日，该组织在德国柏林人民剧场成立，创始人是扬尼斯·瓦鲁法基斯（希腊前财政部长）和斯雷奇·霍瓦特（克罗地亚哲学家）。该组织主张另类全球化、社会生态学、生态女性主义、后增长和后资本主义。该组织是进步国际的成员。

## 成员
- 奥地利 变革
- 丹麦 替代
- 法國 世代·s
- 德国 欧洲现实不服从阵线
- 德国 勇气
- 希腊 欧洲现实不服从阵线
- 西班牙 行动

## 前成员
- 德国 运动民主（2025年解散）
- 義大利 它活着（英语：èViva）（2023年解散）
- 波蘭 左翼一起（2022年退出）
- 葡萄牙 自由（2019年退出）
- 西班牙 积极左翼（2025年解散）